# سابادسنت‌کیرای
سابادسنت‌کیرای (به مجاری:  Szabadszentkirály) یک شهرداری در مجارستان است که در ناحیه سنت‌لورینتس واقع شده‌است. سابادسنت‌کیرای ۱۲٫۶۹ کیلومتر مربع مساحت و ۸۱۱ نفر جمعیت دارد.